# Veřovice
Veřovice (niem. Wernersdorf) – gmina w Czechach, w powiecie Nowy Jiczyn, w kraju morawsko-śląskim. Według danych z dnia 1 stycznia 2012 liczyła 1972 mieszkańców.
Miejscowość położona jest na północnych stokach Veřovickich vrchów, najdalej na zachód wysuniętej części Beskidu Morawsko-Śląskiego, którą swą nazwę wzięła od tej miejscowości. Przez wieś przepływa rzeka Jičínka, prawy dopływ Odry.